# Toulis-et-Attencourt

Toulis-et-Attencourt este o comună în departamentul Aisne din nordul Franței. În 1 ianuarie 2022 avea o populație de 112 de locuitori.